# 仲井眞弘多
仲井眞 弘多（なかいま ひろかず、
新字体: 仲井真 弘多、1939年〈昭和14年〉8月19日 - ）は、日本の通産官僚、実業家、政治家。自由民主党沖縄県連最高顧問。沖縄県知事（本土復帰後第6代）、沖縄電力代表取締役社長、沖縄県商工会議所連合会会長などを歴任。
2006年、普天間飛行場の辺野古移設に関する日米合意の見直しおよび普天間の県外移設を公約としてして知事選挙に当選したが、2013年12月25日、安倍晋三首相（当時）と会談後、27日に辺野古埋め立て承認を発表した。

## 概要
- 1961年 東京大学工学部卒業[3][4]、通商産業省入省[3][4]
- 1980年 沖縄総合事務局通商産業部長[5]
- 1982年 通商産業省機械情報産業局通商課長[4]
- 1986年 工業技術院総務部技術審議官[4]
- 1987年 沖縄電力理事[3][4]
- 1990年 沖縄県副知事[3][4]（ - 1993年[3] その後、沖縄電力（株）へ戻る[3]）
- 1995年 沖縄電力代表取締役社長[3][4]
- 2001年 那覇商工会議所会頭[4]、沖縄県商工会議所連合会会長[3][4]
- 2003年 沖縄電力代表取締役会長[3][4]
- 2006年 沖縄県知事[3][4]（ - 2014年）
- 2020年 11月 旭日大綬章受章[6]

## 経歴

### 幼少期から官僚時代
1300年代からの歴史を持つ久米三十六姓の家系に生まれる。
父の仲井眞元楷は、沖縄戦を避け疎開していた大分県から沖縄戦後の那覇に戻ると、いち早く劇場経営を始め、沖縄芸能連盟の会長を務めた。1973年から79年まで方言ニュースのキャスターを務め、さらに那覇市議会議員や沖縄群島議会の議員を務めた。米国民政府のバージャー民政官と何度も密談し、当時の那覇市長であった瀬長亀次郎の不信任案を成立させるべく米国民政府と画策していたことでも知られている。
1961年に東京大学工学部機械工学科を卒業 後、当時の通商産業省に技官として入省。沖縄開発庁沖縄総合事務局通商産業部長、通産省機械情報産業局通商課長、工業技術院総務部技術審議官などを歴任。官僚時代にイタリアに留学経験があるほか、ニューヨークに3年勤務した。

### 帰郷後
1987年、民営化を前にした沖縄電力の理事に就任。1990年に当時の沖縄県知事・大田昌秀のもと、沖縄県副知事となった。退任後は沖縄電力に戻り、社長や会長を歴任した。

### 沖縄県知事

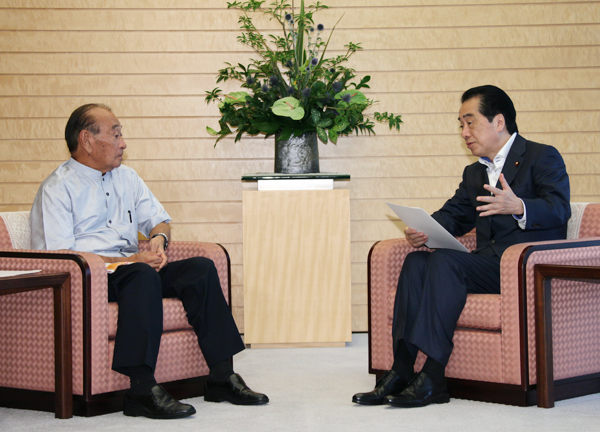
2011年、菅直人首相（左）と

2006年の沖縄県知事選挙に、自民・公明の推薦を受け出馬し、野党8党の推薦・支持を受けた糸数慶子を破り初当選した。各党の折衝に時間を取られた糸数の機先を制し、さらに糸数を推薦した自由連合代表の徳田毅が離党して仲井眞支援に回るなど、野党の切り崩しに成功したといえた。糸数陣営は普天間基地県内移設反対など在日米軍基地問題を強く主張したが、厳しい経済情勢の中で、行政や財界での経験から経済振興を争点とし、稲嶺県政の継承発展を主張した仲井眞に支持が集まったとされた。
仲井眞は県内保守派に基盤を置くが、沖縄特有の問題（在日米軍基地問題や歴史問題など）については前任者の稲嶺惠一同様、政府とは一線を画して地元の立場を強く主張し、譲れないものは譲れないという姿勢を見せている。『産經新聞』や『日本経済新聞』が選挙後の社説で、仲井眞の当選を喜ぶとともに仲井眞に在日米軍基地問題で政府に従うよう釘を刺したが、仲井眞は辺野古基地問題に関して、「（掃海母艦を出すのは）銃剣を突きつけているような連想をさせ、強烈な誤解を生む。防衛省のやり方はデリカシーに欠ける」と発言し、政府の強硬策を牽制した。
保守系言論人の恵隆之介は、朝鮮通信使よりも古い1300年代からの家系久米三十六姓であることを理由に沖縄で「稲嶺惠一知事、仲井眞弘多知事と二代にわたって中国帰化人子孫が知事を務めている」「こうした中国帰化人の子孫たちが中心となって、沖縄の親中政策が推進されている」「中国による沖縄のクリミア化」だとした。ネットで仲井眞は日本国籍を持った「中国のスパイ」だと拡散されるようになる。このような反応に対して佐藤優は久米士族は実際には台湾に近いなどの例を挙げて反論している。
2007年6月23日、県知事として「沖縄全戦没者追悼式」に出席したが、翌24日、軽い脳梗塞で緊急入院した。入院及び自宅静養で2週間程度公務を休む必要があると診断されたが、既に追悼式の段階で体調の不良を訴えていたといわれ、追悼式には医師の立会いのもとで出席した。同年7月9日に公務復帰。
2007年9月には、文部科学省が公立高校の歴史教科書から旧日本軍の集団自決強制の記述を削除した問題で起きた県民の抗議集会に参加し、政府の対応を「遺憾である」と表明。2008年2月11日に沖縄駐留アメリカ軍兵士が中学3年の少女に対する暴行・強姦容疑で逮捕された件で、記者団に対して前もって用意されたメモに沿う形で一連の事件に「強い怒り」を表明したが、普天間飛行場の機能をキャンプ・シュワブ沿岸部へ移設する計画には全く影響しないと語った。
2010年7月の第22回参議院議員通常選挙では自民党公認の島尻安伊子陣営で選対本部長を務めた。
2010年11月、自民党沖縄県連からの支援 及び推薦 と公明党・みんなの党の推薦を受け、日米合意の見直しと基地の県外移設を公約として沖縄県知事選挙に出馬、335,708票（得票率52.0％） を獲得し、共産党・社民党・国民新党・新党日本・沖縄社会大衆党推薦の新人で前宜野湾市長の伊波洋一、幸福実現党の新人候補者を破り再選された。しかし、県外への移設論に傾いた米軍普天間基地移設問題は、選挙戦の最中に朝鮮半島で武力衝突があったこともあり、実現できるかどうか流動的な情勢となっている。
2012年7月、尖閣諸島問題が燻り続ける中で中華人民共和国の北京に沖縄県北京事務所を開所し、中国外交部部長の楊潔篪から高く評価された。
2012年10月1日、基地の過重負担となる普天間飛行場にオスプレイ (CV-22) の最初の配備が始まる。配備計画は長らく隠蔽され、計画が公表されてから9か月で強行配備された。
2013年1月10日、腹痛を訴え、診断の結果急性胆嚢炎と診断され入院。翌11日に胆石を取り除く手術を受けた のち、同月20日に退院し静養。静養中の2月2日には安倍晋三（第2次安倍内閣）との会談を行った。正式な公務復帰は同月4日となった。1月28日、沖縄県内の41市町村と県議会の代表が、米軍普天間飛行場の閉鎖・撤去と県内移設断念、同飛行場へのオスプレイ配備撤回を求めた「建白書」を政府に提出したが、仲井眞知事の署名はなかった。
2013年9月25日、普天間飛行場の12機に、さらに12機が追加され、24機となった。

### 辺野古の埋め立て承認
2013年12月25日、東京で安倍首相と会談し、米軍普天間飛行場の代替施設として名護市辺野古の埋め立てを27日に承認する意向を固め、振興予算を予定通り確保できたとして、安倍首相に対し「私は応援団」「有史以来の予算」「驚くべき立派な内容」「これは良い正月になる」と発言した。また安倍首相に「140万県民を代表してお礼を申し上げる」とも発言したが、仲井眞は17日の沖縄政策協議会以降、県側と連絡の取れない状態にあった。12月27日、政府による辺野古の埋め立て申請について「基準に適合していると判断し、承認することとした」と表明した。
2014年1月10日、沖縄県議会の本会議において、米軍普天間飛行場の名護市辺野古移設に向けた埋め立てを承認したことは公約違反だとして、知事の辞任を求める決議が可決された。ただし、決議に拘束力はなく、仲井眞は辞任しない意向を示した。
2014年1月19日、渦中の名護市で知事選の前哨戦となる名護市長選挙が行われ、反対派の稲嶺進が圧勝した。
2014年4月10日に沖縄県と71団体で構成する「健康長寿おきなわ復活県民会議」を発足させて、沖縄県民の健康長寿を取り戻すための県民運動「いちまでぃんちゃーがんじゅうー県民宣言」を目指した。
2014年11月16日の沖縄県知事選挙には自民党の推薦を受け出馬。その後、次世代の党からも推薦を受け 選挙戦を戦ったが、オール沖縄で辺野古新基地建設反対を掲げた新人の翁長雄志に10万票の大差をつけられて落選した。

### 知事退任後
2015年10月22日、ニッポン放送の『ザ・ボイス そこまで言うか!』に生出演し、同年10月13日に名護市辺野古移設に向けた埋め立て承認を取り消した当時の沖縄県知事・翁長雄志の判断を「とんでもない話であり、瑕疵なんてある筈がない」と批判した。また、同年11月9日のBSフジ『BSフジLIVE プライムニュース』にも出演して、辺野古移設問題では「（政府と沖縄県による）対立のための対立、パフォーマンス的でこれだと基地問題を解決できない」と翁長を批判するような発言を述べている。
2017年10月27日と2018年4月22日、百田尚樹の沖縄講演会で二度の呼びかけ人を務めた。主催はチャンネル桜キャスター我那覇真子。
2019年3月5日 『これからの「新しい栄養学」について語りましょう』の発刊を企画。序を執筆している。自民党では沖縄県連顧問を務め、2019年11月には県連最高顧問に昇格した。
2020年11月3日、旭日大綬章を受章。18日、菅義偉首相は受章後の面談の際、「よく頑張りましたね」と仲井眞をねぎらった。
11月13日、國場組の元会長・国場幸一郎が2019年4月に他界するまでの6年半に、2回しか見舞いに訪れなかった。経済産業省は叙勲推薦に当たっての留意事項に係争中の民事裁判がある場合を設けているが、経産省は裁判の件を把握していなかった。